# Staszów
Pour les articles homonymes, voir Staszów (homonymie).
Staszów est une ville polonaise, dans la voïvodie de Sainte-Croix, dans le powiat de Staszów. Elle couvre une superficie de 28,9 km2 et comptait 16 137 habitants en 2009.